# Prix de la Côte d'Azur
Le Prix de la Côte d'Azur est une course hippique de trot attelé se déroulant au mois de janvier sur l'hippodrome de la Côte d'Azur, à Cagnes-sur-Mer.
C'est une course internationale de Groupe III, réservée aux chevaux de 5 à 11 ans. Elle se dispute sur la distance de 2 925 mètres, départ volté, avec un recul de 25 mètres pour les chevaux ayant 305 000 € de gains et de 50 mètres pour ceux en ayant 655 000 €. L'allocation s'élève à 130 000 €, dont 58 500 € pour le vainqueur. Jusqu'en 2010, l'épreuve était classée Groupe II.
L'épreuve est créée en 1970, remplaçant le Prix du Luberon.

## Palmarès depuis 1984
| Année                     | Cheval             | Pays       | Père               | Driver                    | Entraîneur              | Temps  |
| 2025                      | Gino Viva          | France     | Sun Ceravin        | Gabriele Gelormini        | Dominik Locqueneux      | 1'14"8 |
| 2024                      | Floréal            | France     | Up and Quick       | Robin Bouvier             | Robin Bouvier           | 1'13"1 |
| 2023                      | Bordeaux S         | Suède      | Orlando Vici       | Christophe Martens        | Jean-Michel Bazire      | 1'13"  |
| 2022                      | Esprit Mystic      | France     | Village Mystic     | Nicolas Ensch             | Nicolas Ensch           | 1'12"3 |
| 2021                      | Golden Bridge      | France     | Ready Cash         | David Thomain             | Philippe Allaire        | 1'13"6 |
| 2020                      | Elsa de Belfonds   | France     | Tornado Bello      | Nicolas Ensch             | Nicolas Ensch           | 1'14"2 |
| 2019                      | Bel Avis           | France     | Ganymède           | Jean-Michel Bazire        | Dominique de Bellaigue  | 1'12"5 |
| 2018                      | Coup Droit         | Pays-Bas   | Prodigious         | Matthieu Abrivard         | Paul Hagoort            | 1'13"1 |
| 2017                      | Apollon de Kacy    | France     | Prince Gédé        | Franck Nivard             | Jörgen Westholm         | 1'13"7 |
| 2016                      | Quick Fix          | Suède      | From Above         | Dominik Locqueneux        | Lutfi Kolgjini          | 1'16"  |
| 2015                      | Olmo Holz          | Italie     | Uronometro         | Christophe Martens        | Vincent Martens         | 1'13"3 |
| 2014                      | Quel Instant       | France     | Instant Gédé       | François Lagadeuc         | Rodolphe Lagadeuc       | 1'14"1 |
| 2013                      | Rire Mutin         | France     | Bijou du Bignon    | Jean-Michel Bazire        | Édouard Coubard-Meunier | 1'12"7 |
| 2012                      | Quattro Écus       | France     | In Love With You   | Christophe Martens        | Vincent Martens         | 1'14"1 |
| 2011                      | Sinko du Vivier    | France     | Hand du Vivier     | Christophe Martens        | Vincent Martens         | 1'13"6 |
| Millésimes en Groupe II : |                    |            |                    |                           |                         |        |
| 2010                      | Pomerol de Laumac  | France     | Viking's Way       | Franck Ouvrie             | Franck Boismartel       | 1'14"1 |
| 2009                      | Fitzgerald Bigi    | Italie     | S J's Photo        | Andrea Guzzinati          | Andrea Guzzinati        | 1'13"6 |
| 2008                      | Nana du Las Vegas  | France     | Gazouillis         | Franck Nivard             | Jacques Fernandes       | 1'14"1 |
| 2007                      | Marathon Man       | France     | Tadzio de la Motte | Jean-Michel Bazire        | Igor Pierre Blanchon    | 1'13"1 |
| 2006                      | Intoxicated        | Suède      | Coktail Jet        | Örjan Kihlström           | Stefan Hultman          | 1'14"3 |
| 2005                      | L'Amiral Mauzun    | France     | Bon Conseil        | Jean-Michel Bazire        | Jean Philippe Ducher    | 1'15"2 |
| 2004                      | Kaiser Soze        | France     | And Arifant        | Roland Jaffrelot          | Roland Jaffrelot        | 1'14"8 |
| 2003                      | Junior du Rib      | France     | Sancho Pança       | Roland Jaffrelot          | Roland Jaffrelot        | 1'15"9 |
| 2002                      | Hulk de Godisson   | France     | Tabac Blond        | Tony Le Beller            | Éric Prudhon            | 1'16"7 |
| 2001                      | Gaie               | France     | Hêtre Vert         | Jean-Paul Gauvin          | Jean-Paul Gauvin        | 1'17"8 |
| 2000                      | King Europa        | Suède      | Demilo Hanover     | Jos Verbeeck              | Jacky Béthouart         | 1'15"6 |
| 1999                      | Carnac             | France     | Kimberland         | Pierre Levesque           | Pierre Levesque         | 1'15"6 |
| 1998                      | Castel Valadour    | France     | Quidam Castelets   | Serge Peltier             | Serge Peltier           | 1'15"5 |
| 1997                      | Krama Käll         | Suède      | Spotlite Lobell    | Stig H. Johansson         | Stig H. Johansson       | 1'15"4 |
| 1996                      | Critérium d'Ombrée | France     | Workaholic         | Ulf Nordin                | Ulf Nordin              | 1'16"3 |
| 1995                      | Promising Catch    | États-Unis | Supergill          | Jean-Pierre Dubois        | Larry Remmen            | 1'15"3 |
| 1994                      | Arestan du Ruet    | France     | Florestan          | Ulf Nordin                | Ulf Nordin              | 1'17"  |
| 1993                      | Houston Laukko     | Finlande   | Choctaw Brave      | Jorma Kontio              | Jacky Béthouart         | 1'17"3 |
| 1992                      | Ziggy Hanover      | États-Unis | Super Bowl         | Wilhelm Paal              | Hennie Grift            | 1'16"5 |
| 1991                      | Seddouk Super      | France     | Galant de Sassy    | Ulf Nordin                | Ulf Nordin              | 1'17"  |
| 1990                      | Quidam Castelets   | France     | Fakir du Vivier    | Serge Peltier             | Serge Peltier           | 1'18"5 |
| 1989                      | Quixotic           | France     | Grape Fruit        | Richard-William Denéchère | Robert La Tela          | 1'18"6 |
| 1988                      | Quidalium Pelo     | France     | Mario              | Jean-Éric Thorn           | Jean-Éric Thorn         | 1'18"1 |
| 1987                      | Macrine            | France     | Sablon             | Joseph de Vita            | Joseph de Vita          | 1'18"1 |
| 1986                      | Ouragon            | France     | Gazon              | Paul Bouchard             | Paul Bouchard           | 1'17"  |
| 1985                      | Jealon             | France     | Valmont            | Jean Treich               | Jean Treich             | 1'19"5 |
| 1984                      | Nevele Fever       | Suède      | Nevele Pride       | Pekka Korpi               | Stig Engberg            | 1'19"4 |
| 1983                      | King Black         | France     | Aigle Noir         | Patrick-Marc Mottier      | Gérard Mottier          | 1'18"2 |
| 1982                      | Hymour             | France     | Nonant le Pin      | Jean-Pierre Dubois        | Jean-Pierre Dubois      | 1'18"9 |
| 1981                      | Jonc d'Anson       | France     | Rex Grandchamp     | Christian Bigeon          | André-Francis Bigeon    | 1'20"9 |
| 1980                      | Meadow Matt        | États-Unis | Nevele Pride       | Kurt Hormann              | Kurt Hormann            | 1'21"5 |
| 1979                      | Hillion Brillouard | France     | Razkolnikov Z      | Richard-William Denéchère | Ch. Rivière             | 1'19"3 |
| 1978                      | Glaïeul du Hamel   | France     | Raphia             | H. Callier                | H. Soulages             | 1'21"  |

## Sources
- Pour les conditions de course et les dernières années du palmarès : site de la SETF
- Pour les courses plus anciennes : archives des quotidiens  (Ouest-France, Sud-Ouest…)